# Azuré des mouillères
Pour les articles homonymes, voir Protée.
Phengaris alcon
Espèce
Statut de conservation UICN

 NT  : Quasi menacé
L’Azuré des mouillères ou le Protée (Phengaris alcon)  est une espèce de lépidoptères (papillons) de la famille des Lycaenidae, de la sous-famille des Polyommatinae et du genre Phengaris.

## Dénominations
Phengaris alcon nommé par Johann Nepomuk Cosmas Michael Denis et Ignaz Schiffermüller en 1775.
Synonymes :
- Papilio alcon Denis & Schiffermüller, 1775
- Papilio mamers Bergsträsser, [1779]
- Glaucopsyche alcon (Denis & Schiffermüller, 1775)
- Maculinea alcon (Denis & Schiffermüller, 1775)[1],[2].

### Sous-espèces
- Phengaris alcon alcon dans le centre de l'Europe.
- Phengaris alcon jeniseiensis (Shjeljuzhko, 1928) dans le sud de la Sibérie.
- Phengaris alcon sevastos Rebel & Zerny, 1931 dans les Carpates.
- Phengaris alcon xerophila Berger, 1946 dans le centre de l'Europe[1].

### Noms vernaculaires
L’Azuré des mouillères ou Protée se nomme en anglais Alcon Blue, et en espagnol Hormiguera.

## Description
C'est un petit papillon qui présente un dimorphisme sexuel, le dessus du mâle est bleu terne, brun grisâtre chez la femelle.
Le revers est ocre orné de deux lignes de points noirs cerclés de blanc.

## Espèces proches
Phengaris rebeli est très semblable.

## Biologie

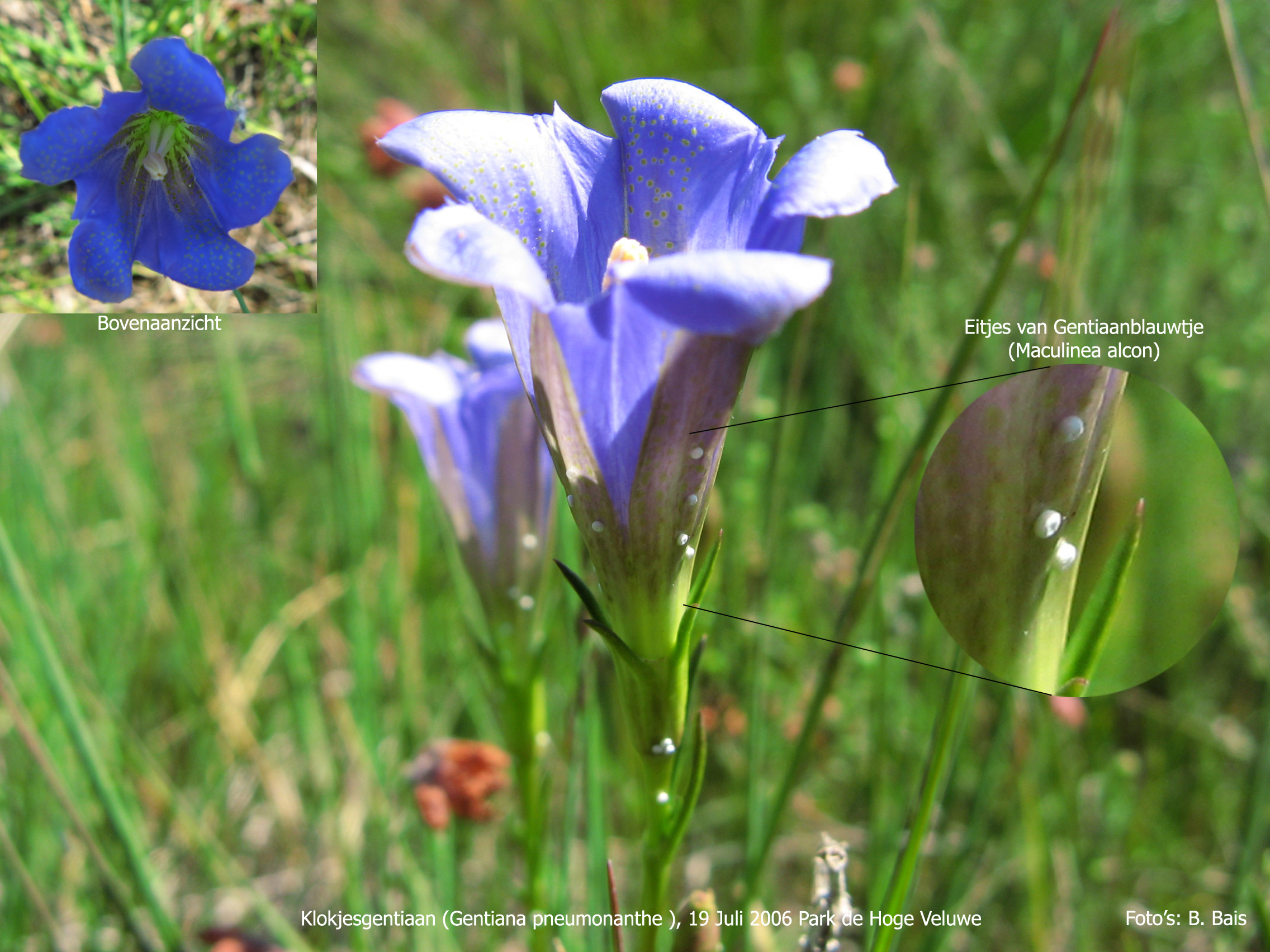
Œufs (cliquer sur l'image pour l'agrandir)

### Période de vol et hivernation
L'Azuré hiverne à l'état de chenille.
Les chenilles sont soignées par des fourmis, Myrmica ruginodis, Myrmica rubra et Myrmica scabrinodis. En effet, quelques jours après son éclosion, la chenille de l'Azuré émet des phéromones comparables à celles des fourmis du genre Myrmica. Ces dernières croyantnt alors qu'une larve de fourmi est sortie de la fourmilière l'y ramènent et en prennent soin. Ce n'est qu'en devenant un papillon, que la production de phéromone cesse, obligeant l'Azuré à quitter la fourmilière.
Il vole en une génération, de mi-juin à mi-août.

### Plantes hôtes
Ses plantes hôtes sont des  Gentiana : Gentiana pneumonanthe et Gentiana asclepiadea.

## Écologie et distribution
Il est présent dans le sud et le centre de l'Europe du Nord de l'Espagne et de l'Italie aux États Baltes, en Turquie, au Caucase et dans l'Himalaya,.
En France métropolitaine il serait présent dans une majorité de départements, de la Bretagne aux Alpes, dans les Pyrénées mais absent des départements les plus au sud et les plus au nord.

### Biotope
Il réside dans les prairies humides, les zones inondables proches des rivières et des lacs, les mouillères.

### Protection
L'Azuré des mouillères est une espèce protégée en France (article 3 de l'arrété du 23 avril 2007),.

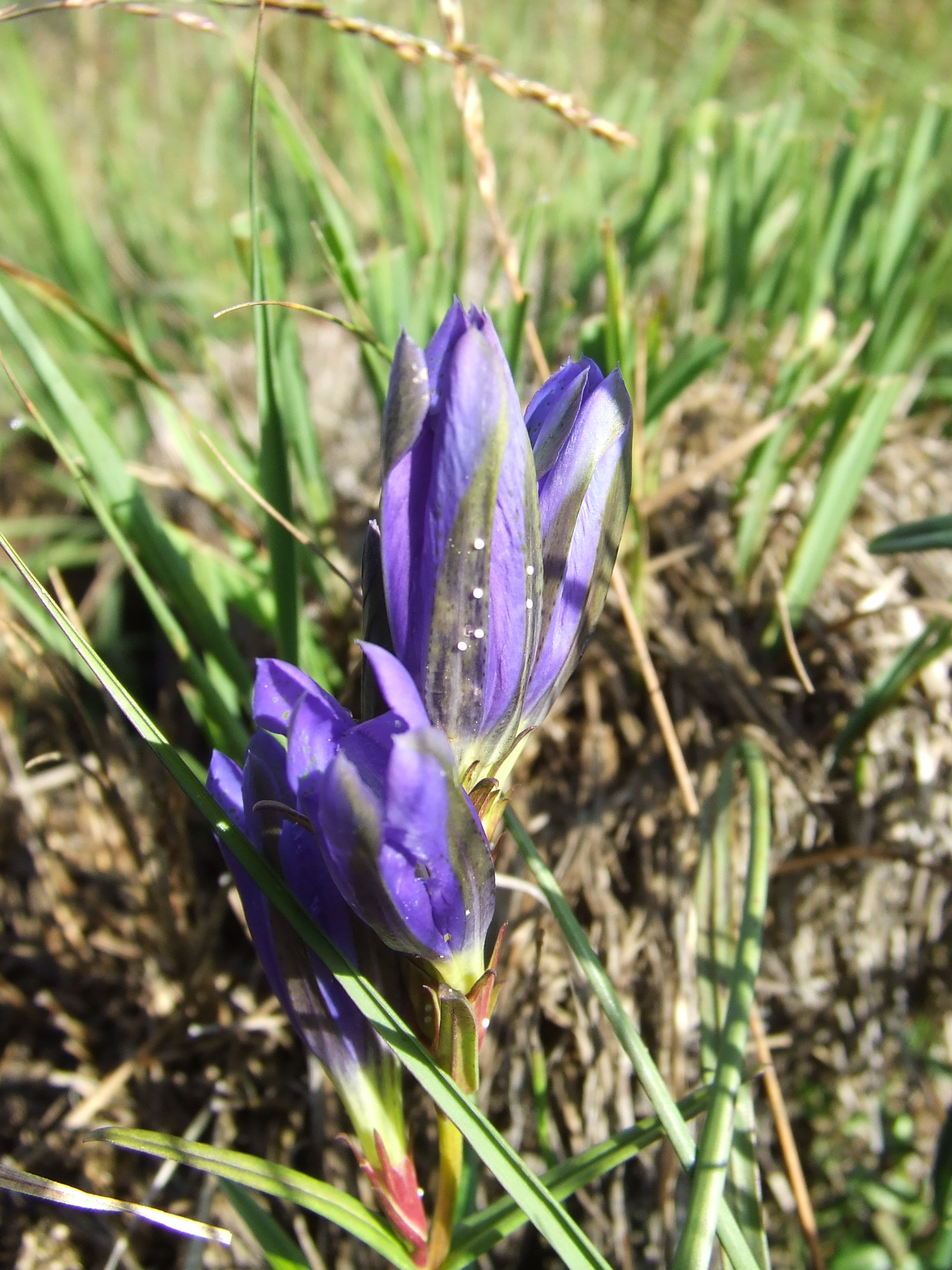
Gentiana pneumonanthe avec des œufs du papillon Phengaris alcon. Prairie humide, Réserve naturelle des sagnes de La Godivelle, département du Puy-de-Dôme, Auvergne, France.